# Finala Campionatului European de Fotbal 1988
Finala Campionatului European de Fotbal 1988 a fost un meci de fotbal jucat pe 25 iunie 1988 pentru a determina câștigătoarea Campionatului European de Fotbal 1988. Meciul s-a jucat între Uniunea Sovietică și Olanda la Olympiastadion în München. Olanda a câștigat meciul cu 2–0, cu golurile căpitanului Ruud Gullit și al golgheterului campionatului Marco van Basten. Hans van Breukelen a blocat penaltiul lui Igor Belanov. Golul lui Van Basten a fost mai târziu descris ca unul dintre cele mai mari goluri din istoria Campionatului European de Fotbal.

## Detalii meci
| Uniunea Sovietică | 0 – 2    | Țările de Jos             |
| ----------------- | -------- | ------------------------- |
|                   | (Raport) | Gullit 32' van Basten 54' |

| URSS | Olanda |

| URSS:             |    |                      |                 |     |
|                   |    |                      |                 |     |
| P                 | 1  | Rinat Dasaev         |                 |     |
| FD                | 5  | Anatoli Demianenko   | Cartonaș galben |     |
| FC                | 3  | Vaghiz Hidiatullin   | Cartonaș galben |     |
| FC                | 7  | Serghei Aleinikov    |                 |     |
| FS                | 6  | Vasili Raț           |                 |     |
| MD                | 8  | Hennadi Litovcenko   | Cartonaș galben |     |
| MC                | 9  | Aleksandr Zavarov    |                 |     |
| MC                | 15 | Aleksei Mihailicenko |                 |     |
| MS                | 18 | Serghei Goțmanov     |                 | 68' |
| A                 | 10 | Oleh Protasov        |                 | 71' |
| A                 | 11 | Igor Belanov         |                 |     |
| Rezerve:          |    |                      |                 |     |
| P                 | 16 | Viktor Ceanov        |                 |     |
| F                 | 12 | Viaceslav Sukristov  |                 |     |
| F                 | 13 | Tenghiz Sulakvelidze |                 |     |
| M                 | 19 | Serghei Baltacea     |                 | 68' |
| M                 | 20 | Viktor Pasulko       |                 | 71' |
| Antrenor:         |    |                      |                 |     |
| Valeri Lobanovski |    |                      |                 |     |

| Țările de Jos: |    |                    |                 |
|                |    |                    |                 |
| P              | 1  | Hans van Breukelen |                 |
| FD             | 6  | Berry van Aerle    | Cartonaș galben |
| FC             | 4  | Ronald Koeman      |                 |
| FC             | 17 | Frank Rijkaard     |                 |
| FS             | 2  | Adri van Tiggelen  |                 |
| MD             | 7  | Gerald Vanenburg   |                 |
| MC             | 8  | Arnold Mühren      |                 |
| MC             | 20 | Jan Wouters        | Cartonaș galben |
| MS             | 13 | Erwin Koeman       |                 |
| A              | 10 | Ruud Gullit        |                 |
| A              | 12 | Marco van Basten   |                 |
| Rezerve:       |    |                    |                 |
| P              | 16 | Joop Hiele         |                 |
| F              | 18 | Wilbert Suvrijn    |                 |
| M              | 11 | John van't Schip   |                 |
| A              | 9  | John Bosman        |                 |
| A              | 14 | Wim Kieft          |                 |
| Antrenor:      |    |                    |                 |
| Rinus Michels  |    |                    |                 |

| Arbitrii asistenți: Gérard Biguet Rémi Harrel |